# Bernd Franke
Bernd Franke (nascut el 12 de febrer de 1948) és un ex jugador de futbol alemany que va jugar com a porter.
Comença la seva carrera amb el Fortuna Düsseldorf de la mà de l'entrenador Otto Knefler. El 1971 fitxa per l'Eintracht Braunschweig amb el mateix entrenador en la competició de la Bundesliga. Amb el descens del club va rebutjar la possibilitat de quedar-se com a jugador de la Bundesliga l'any anterior a la Copa del Món de Futbol de 1974. Aquell any, va tornar a la Bundesliga amb el Braunschweig, assolint un tercer lloc el 1977.
Pocs dies abans de la Copa del Món de Futbol de 1978, Franke va començar a caure víctima de lesions, amb aparicions ocasionals, quedant-se fora de l'equip durant la temporada 1980–81. L'estiu de 1985 Franke es va retirar dels terrenys de joc. En total, va participar en 345 partits de la Bundesliga amb el seu únic club professional entre 1971 i 1985.